# Лиепиньш, Валдис (актёр)
Ва́лдис Лие́пиньш (латыш. Valdis Liepiņš; 16 августа 1966, Сигулда — 4 декабря 2017) — латвийский актёр и режиссёр.

## Биография
Родился 16 августа 1966 года в Сигулде. Среднее образование получил в 1-й Сигулдской средней школе и Сигулдской детской музыкальной школе. В 1984 году поступил на обучение в Театральное отделение факультета культуры и художественных наук Латвийской государственной консерватории. Во время обучения был призван в Советскую армию, проходил службу в Прибалтийском военном округе в составе военного ансамбля «Zvaigznīte». После демобилизации продолжил учебу в консерватории, которую окончил в 1990 году.
В последние годы страдал от депрессии. Скоропостижно скончался 4 декабря 2017. По мнению журналистов, одна из версий смерти Лиепиньша — самоубийство.

## Творческая деятельность
С 1990 по 2012 год работал в театре «Дайлес». Среди известных ролей можно выделить роботы: в произведение Андриса Рутку «Слуги дьявола» (1991), Пьера Марханда «Публике смотреть запрещено» (1991), главная роль в работе Сельмы Лагерлёф «Сага о Йёсте Берлинге» (1993), Ромео в трагедии Шекспира «Ромео и Джульетта» (1994), главная роль в пьесе Корнеля «Сид» (1995).
С 1994 года работал в качестве режиссёра, поставил такие произведения, как мюзикл Раймонда Паулса и Мариса Залитиса «Лесные лебеди» (2005), «Легенда о Зелёной деве» (2000) Раймонда Паулса и Гунтара Рачса, а также водевиль Улдиса Мархилевича и Залитиса «Тобаго» (2001). Был режиссёром многих крупных мероприятий — праздника песни Раймонда Паулса на «Арене Рига» (2006), принимал участие в церемониях награждения «Ночь лицедеев» в театре «Дайлес», в Латвийской Национальной опере и «Большой Кристап». Являлся режиссером Юношеского концерта хоров на XXIII на Всеобщем празднике латышской песни на стадионе «Сконто» (2003), а также праздника Песни и танца по случаю 800-летия Риги «Одно солнце, одна земля» (2001).

## Работы

### Фильмография
- Мой друг — человек несерьёзный (1975)
- Помнить или забыть (эпизод,1981 )
- Воровской общак (1991)
- Смелость убить (1993)
- Мистерия старой управы (2000)
- Заложник (2006)

### Театральные роли
- А. Рутку «Слуги дьявола» (1991)
- П. Марханд «Публике смотреть запрещено» (1991)
- С. Лагерлёф «Сага о Йёсте Берлинге» (1993)
- У. Шекспир «Ромео и Джульетта» (1994)
- П. Корнель «Сид» (1995)

### Режиссёрские работы
- Р. Паулс, Г. Рачс. «Легенда о Зелёной деве» (2000)
- У. Мархилевич, М. Залитис. «Тобаго» (2001)
- Р. Паулс, М. Залитис. «Лесные лебеди» (2005)